# Spathipora mazatlanica
Spathipora mazatlanica is een mosdiertjessoort uit de familie van de Spathiporidae. De wetenschappelijke naam van de soort is voor het eerst geldig gepubliceerd in 1976 door Soule & Soule.